# Раджа Мезиан
Раджа Мезиан (араб. رجاء مزيان‎; род. 1988, Магния, Тлемсен) — алжирская певица, автор песен, юристка и активистка.

## Жизнь
Мезиан родилась в 1988 году в Магнии, городке в провинции Тлемсен на северо-западе Алжира, выросла в городе Чухада. Её отец, Ахмед («Хмида») Мезиан, профессор колледжа естественных наук, умер молодым от болезни сердца, когда ей было восемь лет. Приобщившись к музыке и театру среди скаутов, она записала свой первый альбом детских песен в 16 лет.
В 2007 году, будучи студенткой юридического факультета Университета Тлемсена, она приняла участие в шоу талантов Alhane wa chabab, в котором стала финалисткой. Выпустив два альбома с песнями, критикующими режим, в 2013 году она попыталась снять художественный фильм, для которого написала сценарий и музыку к саундтреку. Не имея возможности финансировать этот проект, она решила посвятить себя работе юриста. Однако батоннье Алжира без объяснения причин отказался выдать ей свидетельство о практике.
Не преуспев ни в искусстве, ни в юриспруденции, в 2015 году она переехала в Чехию, где нашла благоприятную среду для развития своей артистической карьеры.
В октябре 2019 года Мезиан вошла в список 100 самых влиятельных женщин года по версии Би-би-си.
 